# Survive Style
Survive Style (OT: Survive Style 5+) ist ein japanischer Film von Gen Sekiguchi aus dem Jahr 2004.

## Zusammenfassung
Der Film beschreibt die Handlung von fünf verschiedenen Geschichten, die lose miteinander verflochten sind. Masahiro Ishigaki versucht fortwährend seine Frau Mimi zu töten und im Wald zu vergraben. Als er jedoch wieder nach Hause kommt, findet er sie stets quicklebendig vor und sie fordert ihren Mann mit den absurdesten Möglichkeiten zum Kampf heraus. Daneben versucht eine normale Vorstadtfamilie damit zurechtzukommen, dass der Vater Tatsuya Kobayashi plötzlich davon überzeugt ist, ein Vogel zu sein und fliegen zu lernen. Eine dreiköpfige Jugendbande streunt umher und verübt diverse Diebstähle und zu guter Letzt feilt die mörderische Marketingmanagerin an neuen Ideen für eine Werbekampagne. Alles fügt sich zusammen, als plötzlich der aggressive Killer Jimmy Funky Knife zusammen mit seinem Übersetzer auf den Plan tritt.